# Almetyjevszki járás

Az Almetyjevszki járás Tatárföldön

Az Almetyjevszki járás (oroszul Альметьевский район, tatárul Әлмәт районы) Oroszország egyik járása Tatárföldön. Székhelye Almetyjevszk.

## Népesség
- 2010-ben 197 493 lakosa volt, melyből 108 988 tatár, 73 229 orosz, 5533 csuvas, 2749 mordvin, 851 ukrán, 709 baskír, 150 udmurt és 142 mari volt.